# 니시키정 (효고현)
니시키정(西紀町)은 효고현 다키군에 설치되었던 정이다. 현재의 단바사사야마시에 해당한다.